# Jay Rock
Johnny Reed McKinzie Jr. (Watts, California; 31 de marzo de 1985) conocido popularmente como Jay Rock, es un cantante de género rap y hip-hop estadounidense. Es conocido por ser parte del sello discográfico Top Dawg Entertainment, que involucra a artistas como Kendrick Lamar, Schoolboy Q y Ab-Soul.

## Biografía
Jay Rock creció en Watts, Los Ángeles, California, ciudad conocida por su bajos recursos, así como por sus bandas y calles infestadas de drogas. Jay escogió el camino de la música en lugar de la delincuencia, donde gran parte de sus letras están influenciadas en la violencia de su ciudad natal. Anthony Tiffith, creador del sello discográfico Top Dawg Entertainment (TDE), descubrió a Jay Rock en 2005 y lo incorporó a su estudio.

### Carrera
Rock lanzó su primer sencillo All My Life (In the Ghetto) en 2008, con la colaboración de Will.i.am y el rapero americano Lil Wayne. El Sencillo fue promocionado en iTunes como descarga gratuita. En 2010, Jay fue nombrado por MTV uno de los Raperos revelación de la década. También colaboró con Omarion en su canción Hoodie. Su álbum debut Follow Me Home fue lanzado el 26 de julio de 2011, bajo el sello de Top Dawg y Strange Music, El disco debutó en el puesto #83 en el Billboard 200, vendiendo 5,300 copias en su primera semana.
Su segundo disco 90059 fue lanzado el 11 de septiembre de 2015, posicionándose en el puesto #16 del Billboard 200, vendiendo más de 16.600 copias en su primera semana. El álbum en general tuvo críticas positivas, teniendo un promedio de 7,9 en Metacritic.

## Discografía

### Álbumes de estudio
- Follow Me Home (2011)
- 90059 (2015)
- Redemption (2018)

### Mixtapes
- Watts Finest Volume I (2006)
- Watts Finest Volume II: The Nickerson Files (2006)
- Watts Finest Volume III: The Watts Riots (2007)
- No Sleep Til NYC con Kendrick Lamar (2007)
- Do It Nigga Squad Volume I con Top Dawg Entertainment (2008)
- Coming Soon To A Hood Near You (2008)
- Coming Soon 2 A Hood Near You (2009)
- Gudda Muzik (2009)
- From Hood Tales To The Cover Of XXL (2010)
- Black Friday (2010)